# 新宿コマ劇場
新宿コマ劇場（しんじゅくコマげきじょう）とは、1956年12月28日から2008年12月31日まで株式会社コマ・スタジアムが運営していた劇場である。
映画館の「新宿コマ東宝」と劇場の「シアターアプル」を併設していた。定紋は独楽（コマ）。閉館時の物は3代目で、運営会社であるコマ・スタジアムの社章を兼ねていた。

## 歴史・概要

### 創設

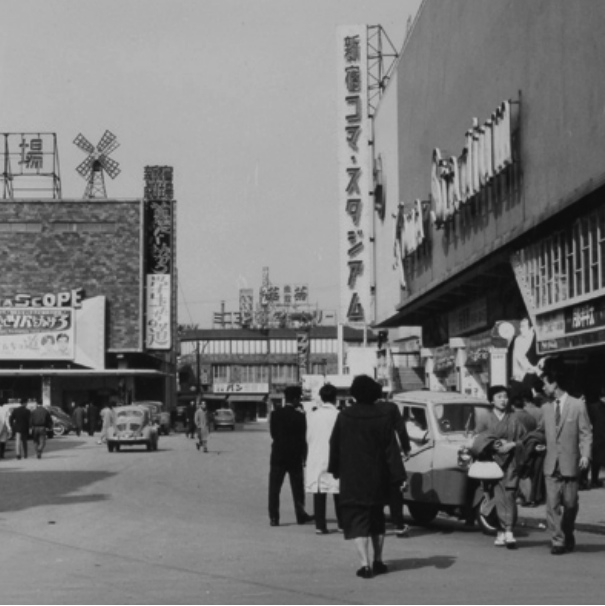
1960年（昭和35年）2月、歌舞伎町の写真。左が新宿劇場（第二次）、右が新宿コマ劇場。

当劇場があった場所はもともと、1950年に開催された『東京産業文化博覧会』のアトラクション「児童館」「野外劇場」の一部であった。博覧会閉会後は東宝が跡地を購入するも、当時の東宝は自社の劇場建設に消極的だったという。その後、関連子会社として1956年2月にコマ・スタジアムが設立。大阪梅田にあった梅田コマ・スタジアムの姉妹劇場として建設され、同年12月28日に開場した。開場当初は「新宿コマ・スタジアム」と呼称していた。
阪急・東宝グループの創始者である小林一三が抱いた「新しい国民演劇（新歌舞伎）の殿堂を作る」という理念に基づいて創設し歌舞伎町の地名のもととなった。客席数2,088席は首都圏で最大級であった。

### 特徴
開館日のプログラムは、Todd-AOシステムにより撮影された洋画作品『オクラホマ!』（監督フレッド・ジンネマン）の上映であったが、その後はミュージカル公演に力を入れ、『アニーよ銃をとれ』『努力しないで出世する方法』『南太平洋』『ピーターパン』が、新宿コマ劇場を日本初演の地とした。
「演歌の殿堂」としても知られ、美空ひばりを筆頭に北島三郎・小林幸子・氷川きよしらが特別公演を多く開催した。演歌以外のアーティストでは、1975年から1980年の8月下旬に山口百恵が「百恵ちゃんまつり」と題した2部構成の公演を行った。サザンオールスターズは1984年から1985年にかけてカウントダウンライブ『縁起者で行こう』を開催し、現在まで続くサザンのカウントダウンライブのはしりとなった。1958年に第9回NHK紅白歌合戦が開催されたが、演奏が聞き取れずに歌がずれてしまうなど「コマ劇場の使いにくさ」が歌手や関係者から指摘され、以後は使用されなかった。

### 構造の特徴

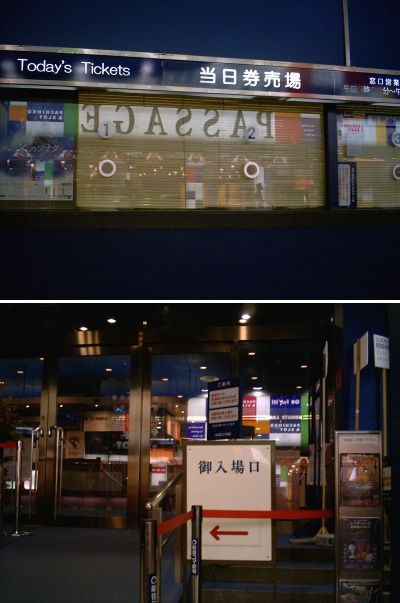
上・チケット売り場、下・正面出入口

ギリシャ時代の劇場様式からヒントを得た廻り舞台が特徴で、同心円状に配された三重の廻り舞台(盆廻しとも呼ぶ)と6つの小迫が回転と上下運動する舞台が多様な効果を魅せていた。劇場名の「コマ」は、円形舞台が独楽の回る様に似ていることから採られた。

### 業績悪化と閉館
新宿コマ劇場は1970年代に全盛期を築き、ピーク時には年間100万人を超える動員があった。しかし1990年代には演歌の人気低迷が深刻化し、運営会社の株式会社コマ・スタジアムは2003年11月に経営再建計画を発表し、基幹劇場を新宿コマ劇場1館に集約すること、従業員を3分の1程度にまで減らすことなどにより利益を出せる体制に移行することを試みた。しかし、その後も従来型の演歌公演のほうは観客動員数が減少し、新たに企画した公演も振るわず、2期連続で損失を計上することになった。また新宿コマ劇場は築後半世紀が過ぎており老朽化が進んでいた。
2005年5月に新宿コマ劇場の運営主体であるコマ・スタジアムとアミューズ・阪急電鉄が業務提携を行い、アミューズがコマ・スタジアムの第三者割当増資を引き受けることで阪急電鉄・東宝に次ぐ第3位の株主となった。

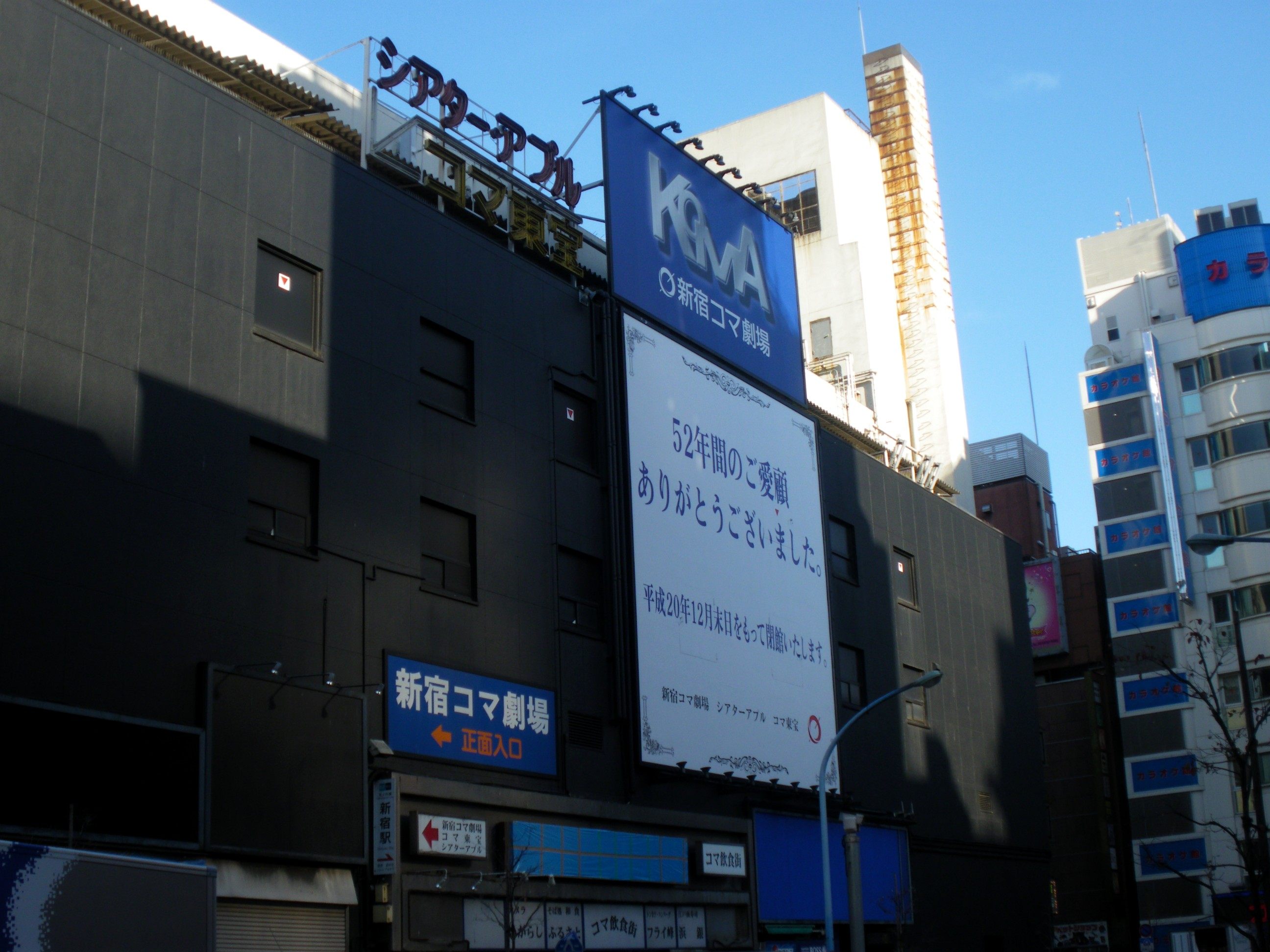
閉館を告げる案内板

2008年5月28日に、コマ・スタジアムは東宝と新宿区歌舞伎町再開発事業について合意し、「築51年が経ち、建物自体の老朽化が進行し、また入場客数の減少に歯止めがかからず業績が低迷している」として劇場の閉館を発表した。
2008年5月の段階では、閉館後は東宝の支援を受けて総合的な再開発が展開される予定と報道された。立地は東宝が所有しコマ・スタジアムは建物と借地権を有していることから、2008年12月に東宝が株式会社コマ・スタジアムを完全子会社化して跡地の再開発に備えた。
2008年12月22日にNHK総合テレビが「さよなら新宿コマ劇場～涙と笑いの50年」を放送した。主催公演は12月の「愛と青春の宝塚」が最後であった。その後は、新宿三丁目駅付近の新宿バルト9や新宿ピカデリーなどのシネマコンプレックスに客足を奪われた。

### 跡地再開発

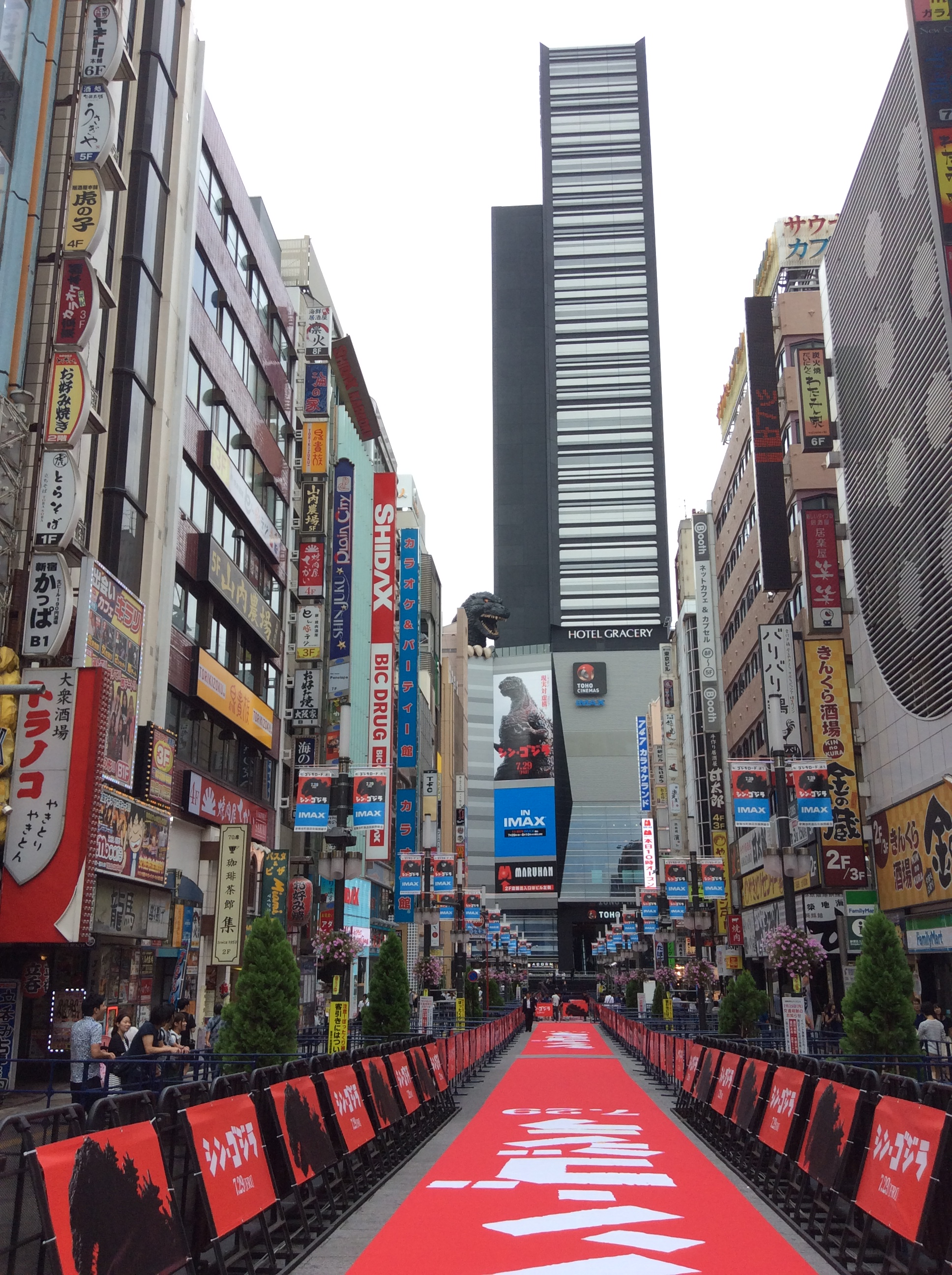
跡地に建設された新宿東宝ビル（2016年7月）

2011年3月10日からおよそ1年間、隣接する新宿東宝会館とともに新宿コマ劇場が解体された。
2011年7月11日、東宝が新宿コマ劇場及び新宿東宝会館の跡地に複合インテリジェントビル「新宿東宝ビル」を建設することを発表した。地上31階地下1階建て、高さ130メートル、延べ床面積55,390平方メートル、1階と2階に飲食店、3階から6階にTOHOシネマズが運営するIMAXシアターを導入して12スクリーン約2500席の都内最大級シネマコンプレックス「TOHOシネマズ新宿」、9階から31階に藤田観光が運営する約1030室のホテル「ホテルグレイスリー新宿」などが入居し、2015年4月17日に開業した。コマ劇場の中核だった演劇場は収益性が低いとして入居が見送られた。

## 備考

### 株式会社コマ・スタジアムについて
- 株式会社コマ・スタジアムは年数回の割合で博多座でも公演の企画・制作を手掛けていた。
- 夢路いとし・喜味こいしが長年所属していた大宝企画はコマ・スタジアムの関連会社で、1969年から1976年までの間大阪・梅田で演芸場のトップホットシアターを経営していた。
- コマ・スタジアムは、新宿・梅田両コマ劇場の他に東京でホテルのコマ旅行会館を、西宮北口駅前でスポーツクラブを経営していた。
- 再開発事業の推進並びに竣工後のビル運営を効率的に行うため、2014年3月1日付で東宝に吸収合併され、法人は解散した[8]。

### その他
- 開場から数年は一度も満席になる座長公演がなく、低迷が続いていた。初めて満員御礼の座長公演となったのは、1962年公演、江利チエミ主演の「スター誕生」であった。
- 「歌舞伎町」を代表する劇場であるが歌舞伎は催されなかった。
- 1994年8月に照明器具の撤去作業者が転落して死亡するという事故が発生した。
- 2008年夏に会場初で最後のプロレス興行を予定していたが、開催団体のXWFが流血・武器・反則が当たり前の過激スタイルであったことと、代表者金村キンタローがXWF旗揚げ前に起こした強制猥褻事件に対する非難により、数カ月後に中止が発表された。

## 最寄り駅
- 新宿駅東口より徒歩8分、京王・小田急からは徒歩10分
- 新宿西口駅より徒歩5分（北端の出入口を使用した場合）
- 西武新宿駅より徒歩3分